# Palpares submaculatus
Palpares submaculatus is een insect uit de familie van de mierenleeuwen (Myrmeleontidae), die tot de orde netvleugeligen (Neuroptera) behoort. 
Palpares submaculatus is voor het eerst wetenschappelijk beschreven door Kolbe in 1897.